# Acanthodasys lineatus
Acanthodasys lineatus är en djurart som tillhör fylumet bukhårsdjur, och som beskrevs av Clausen 2000. Acanthodasys lineatus ingår i släktet Acanthodasys och familjen Thaumastodermatidae.
Artens utbredningsområde är Norra Ishavet. Inga underarter finns listade i Catalogue of Life.